# 鲁济耶
鲁济耶（法語：Rouziers，法語發音：[ʁuzje]）是法国康塔尔省的一个市镇，位于该省西南部，属于欧里亚克区。

## 地理
鲁济耶（44°47'37"N, 2°12'31"E）面积8.61 平方千米，位于法国奥弗涅-罗讷-阿尔卑斯大区康塔爾省，该省份为法国中南部省份，位于法國中央高原中心，北起科雷兹省、上盧瓦爾省和多姆山省，西接洛特省和科雷兹省，南至阿韦龙省和洛特省，东临上盧瓦爾省和洛泽尔省。
与鲁济耶接壤的市镇（或旧市镇、城区）包括：布瓦塞、凯罗尔、帕尔朗、圣于连德图尔萨克。

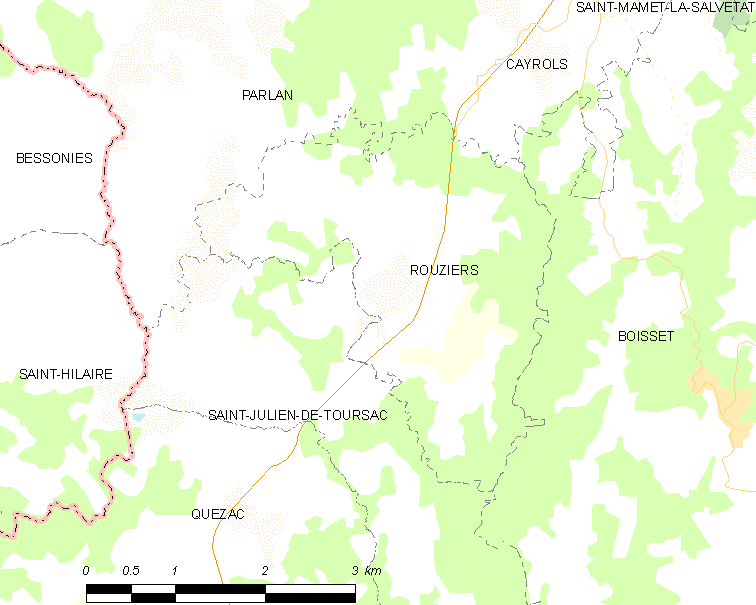
鲁济耶的OSM定位图

鲁济耶的时区为UTC+01:00、UTC+02:00（夏令时）。

## 行政
鲁济耶的邮政编码为15600，INSEE市镇编码为15167。

## 政治
鲁济耶所属的省级选区为莫尔斯县。

## 人口

1962-2008年间鲁济耶人口变化图示

鲁济耶于2022年1月1日时的人口数量为110人。